# Leucochimona chionea
Leucochimona chionea är en fjärilsart som beskrevs av Frederick DuCane Godman och Osbert Salvin 1885. Leucochimona chionea ingår i släktet Leucochimona och familjen Riodinidae. Inga underarter finns listade i Catalogue of Life.